# DJ Tkaczu
DJ Tkaczu, właściwie Tomasz Tkacz (ur. 25 lutego 1991 w Warszawie) – polski DJ i promotor muzyczny. Mistrz Polski DJ-ów z 2010 roku. Zdobywca 5. miejsca na finałach mistrzostw świata DJ-ów.
Tomasz Tkacz ma na swoim koncie już takie tytuły jak: mistrzostwo Polski DJ-ów ITF (International DJ Federation)/IDA (International Dj Association) 2010, dwukrotne 1. miejsce podczas corocznej bitwy Bruk DJ Battle, odbywającej się w ramach Festiwalu Sztuki i Kultury Ulicznej Bruk 2008/2009, oraz 5. miejsce podczas finałów mistrzostw świata ITF (International DJ Federation)/IDA (International Dj Association) 2010.
Jest członkiem Teamu Vestax – jednej z firm DJ-skich na rynku która promuje między innymi takich artystów jak: DJ Q-bert, Carl Cox, Cut Chemist, Mix Master Mike, DJ Krush, DJ Scratch, DJ D-Styles.
W listopadzie 2008 wydał swój pierwszy Mixtape – „Ekskluziw Mixtape vol. 1”, na którym gościnnie wystąpili Numer Raz oraz DJ Abdool.
W marcu 2010 miała miejsce premiera jego drugiego mixtape'u – „Exclusive Mixtape vol. 2”, który został sprzedany w nakładzie 1000 sztuk.
Od 2012 występuje pod pseudonimem Thomas Cloud.

## Osiągnięcia
- 2007 ITF/IDA Poland Eliminations – cat. Technical – 3. miejsce
- 2007 ITF/IDA Poland Finals – cat. Technical – 5. miejsce
- 2007 Bruk Festival DJ Battle – cat. Show – 2. miejsce
- 2008 ITF/IDA Poland Finals – cat. Technical – 2. miejsce
- 2008 ITF/IDA Poland Finals – cat. Show – 2. miejsce
- 2008 Bruk Festival DJ Battle – cat. Show – 1. miejsce
- 2008 Vestax Skrecz.com Battle – cat. Pro – 3. miejsce
- 2009 Professional Event Academy – wykładowca
- 2009 Bruk Festival DJ Battle – cat. Show – 1. miejsce
- 2009 ITF/IDA Poland Finals – cat. Technical – 2. miejsce
- 2009 ITF/IDA Poland Finals – cat. Show – 2. miejsce
- 2010 Bruk Festival DJ Battle – cat. Show – 2. miejsce
- 2010 ITF/IDA Poland Finals – cat. Show – 3. miejsce
- 2010 ITF/IDA Poland Finals – cat. Technical – 1. miejsce
- 2010 ITF/IDA World Finals – cat. Technical – 5. miejsce

## Dyskografia
- Exclusive Mixtape Vol. 2
- Ekskluziw Mixtape vol. 1
- DJ Tkaczu & Numer Raz – 11 piętro (singiel)